# 内江站
内江站位于中国四川省内江市市中区壕子口街道，有成渝铁路和内六铁路经过，距离成都站219公里，距离重庆站285公里、六盘水站525公里，邮政编码641001。车站于1952年启用，原名壕子口站，1965年车站更名为内江站:345。
内江站是成都铁路局管辖的内昆铁路的二等站，主要承担成渝线、内六线直通、区段、摘挂、小运转及直达列车的补轴及换挂作业；客运办理旅客及行包的到发业务；货运办理路料到发、装卸及整装作业。

## 历史
1951年12月6日，成渝铁路自重庆方向铺轨到内江。12月20日，重庆、内江间开办临时运营。1952年7月1日成渝铁路成都至重庆间全线正式通车，车站启用，当时名为壕子口站，设有2.5条股道:345。
1958年车站随内宜铁路建设扩建，车站股道数目增加至11条，1962年竣工。1965年车站更名为内江站:345。
1974年车站股道增加至19条:345。1986年车站重建车站站房，1988年竣工:206。
1995年成渝高速公路通车前，内江站发展到顶峰规模，日均接发货车171列，客车44列。当时北起西安，南至南宁和广州，西起攀枝花，东至武昌，都可以从内江站直接到达。成渝高速公路通车后，内江站的客货运业务逐年下降，停靠车次也逐年减少。2002年内六铁路通车，内江站的枢纽地位略有恢复。2006年遂渝铁路通车，成都至重庆间大部分客车逐渐移至达成铁路（现改经由遂成铁路）和遂渝铁路运行，货运列车数量变化不大；日均接发货运列车180列左右，客车22列左右。

## 车站设施

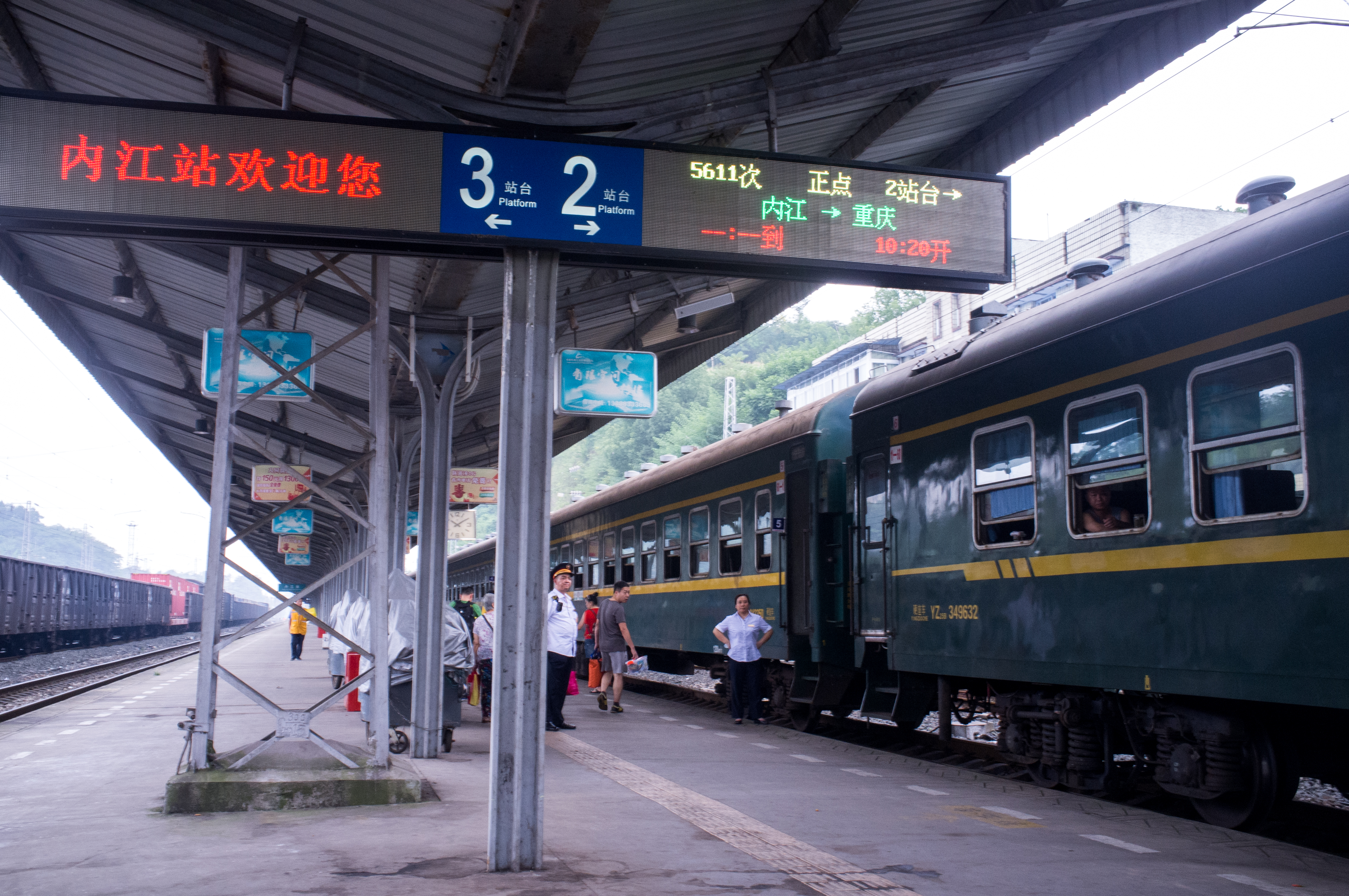
5611次列车于2站台待发

内江站站房建于1986年，面积3874平方米。站房内售票室设有9个售票窗口，候车区总面积1553平方米，共设有3个候车室:206。

### 站场
内江站为区段站，配置为横列式一级二场。其中到发场有到发线9条，包括3条客运股道、2座客运站台；编组线12条。

## 始发车次
- 5611，内江-重庆
- 5635，内江-昭通